# Nsoko
Koordinaten: 27° 2′ S, 31° 57′ O
Nsoko (auch: Lubuli) ist ein Ort in Eswatini. Er liegt im Osten des Landes in der Region Lubombo. Der Ort liegt etwa 180 Meter über dem Meeresspiegel im Lowveld am Ngwavuma.

## Geographie
Nsoko liegt im Schwemmland des Ngwavuma an der Fernstraße MR14, die von Westen kommend dort in die MR8 mündet.
In der Umgebung wird intensiv Bewässerungsfeldbau betrieben.